# Foucaucourt-sur-Thabas
Foucaucourt-sur-Thabas is een dorp en een gemeente in de landstreek Argonne in het Franse departement Meuse (regio Grand Est) en telt 57 inwoners (2009).
De gemeente maakt deel uit van het arrondissement Bar-le-Duc en sinds maart 2015 van het toen opgerichte kanton Dieue-sur-Meuse. Daarvoor was het deel van het toen opgeheven kanton Seuil-d'Argonne.

## Geografie
De oppervlakte van Foucaucourt-sur-Thabas bedraagt 10,2 km², de bevolkingsdichtheid is dus 5,6 inwoners per km². Het is het enige dorp in de gemeente. De dichtstbijzijnde stad is Sainte-Menehould, ca. 26 km naar het noordwesten.
De onderstaande kaart toont de ligging van Foucaucourt-sur-Thabas met de belangrijkste infrastructuur en aangrenzende gemeenten.

## Demografie
Onderstaande figuur toont het verloop van het inwonertal (bron: INSEE-tellingen).